# 黑穆氏杜父魚
黑穆氏杜父魚，為輻鰭魚綱鮋形目杜父魚亞目杜父魚科的其中一種，為溫帶淡水魚，分布於歐洲保加利亞多瑙河流域，體長可達10公分，棲息在底中層水域，生活習性不明。

## 擴展閱讀
維基物種上的相關：黑穆氏杜父魚